# هوندا سي بي 700 إس سي
هوندا سي بي 700 أس سي(بالإنجليزية: Honda CB700SC)‏ هي دراجة نارية من تصنيع هوندا.